# Rociana del Condado
Rociana del Condado és un poble de la província de Huelva (Andalusia), que pertany a la comarca d'El Condado de Huelva.

## Història
Restes arqueològiques neolítiques, calcolítiques, romanes, visigodes i musulmanes trobades a l'actual enclavament urbà i voltants de Rociana ens parlen de la seva antiguitat més remota; la seva situació geogràfica dintre de l'àrea de Tartessos, pròxima a la costa atlàntica i a Niebla, justifica aquella multitud de civilitzacions que es van assentar en el seu territori. L'etimologia del nom de Rociana és poc clara. En un pergamí de 1368 apareix aquest com a tal, encara que una ce trencada substitueix a la consonant "c"; en altres documents històrics dels segles XVI i XVII trobem el vocable "Russiana". També sembla clara la hipòtesi de la relació existent amb la denominació popular del sotabosc sorrenc típic del marge esquerre del Guadalquivir. L'agregat "del Condado" s'efectua per desig de l'Ajuntament en 1959, amb la idea d'incloure els seus vins en la denominació d'origen del mateix nom.
Les etapes històriques més conegudes, per l'abundància de dades, són la Medieval i la Moderna, etapes que Rociana es troba en el ràdio d'acció de Niebla i l'Estat Ducal de Medina Sidonia. Segons els cronistes castellans del segle xiii, Rociana va ser un llogaret dintre del Regne Taifa de Lebra o Algarbe, amb capital en Niebla, en temps del rei Ibn Mafot. En 1262 les hosts cristianes d'Alfons X de Castella van conquistar aquesta capital i el territori del regne Taifa va passar a pertànyer als regnes castellans, dividits administrativament en els Concejos de Gibraleón, Huelva i Niebla, sent aquest el més extens i poblat, amb multitud de llogarets, els termes dels quals estaven difusament delimitats.
Rociana es beneficiarà de totes les prebendes i privilegis reials que es van atorgar per a la repoblació de regnes novament conquistats i fronterers amb els musulmans. Durant els segles xiii al xv, la principal riquesa de Rociana va ser la ramaderia, seguida de certa producció cerealística i vinícola, en contrast amb la marcada absència de manufactures i indústria importants. El 1368, el rei Enric II de Castella, i en paga dels serveis prestats per Juan Alonso Pérez de Guzmán li va concedir el territori del Concejo de Niebla, amb el títol de Comtat, el primer que es va crear a Andalusia.
Rociana gaudirà ara del seu propi govern, representat pel Cabildo o Ajuntament, compost per tres Regidors, dos Alcaldes, un Síndic Procurador i un Jutge de Heredades, tots veïns de Rociana, confirmats en els seus oficis pels comtes i després ducs de Medina Sidonia. La terna dels futurs governants de Rociana era proposada anualment pel cabildo, que tenia en compte la riquesa personal i vegades que havien exercit aquells oficis els aspirants. Ester primigeni govern municipal règia tots els aspectes socials, polítics i econòmics del poble, excepte en l'administració de Justícia que corresponia al Corregidor del Comtat, qui no obstant això, podia cedir les seves competències als Regidors en certs plets poc importants. Amb aquesta autonomia limitada que li va conferir el govern municipal, Rociana inicià un nou periple històric característic; va defensar els interessos generals del veïnat i va mantenir una pugna constant amb els pobles veïns que tractaven d'ampliar els seus territoris a costa del terme de Rociana.
Durant l'Antic Règim, segles xvi al xviii, Rociana va assistir a una sèrie de transformacions importants de diversa índole que marcarien el seu esdevenir històric. Es passà d'una economia de domini pastoral a una de predomini agrícola que aviat la superaria els cultius de cereals, vinyers i oliveres. Els vinyers destacaran aviat entre els altres cultius després de rebre un fort impuls per la demanda interior i d'Amèrica i per l'arribada d'inversors d'altres províncies espanyoles. La població es va triplicar entre 1550 i 1636, cosa que va repercutir sobre el creixement del nucli urbà i va plantejar la necessitat de noves terres de cultiu, disminuint sensiblement les deveses, boscos i pasturatges.
Quant a temes religiosos, van abundar en Rociana, des del segle xvi, confraries, germanors, fundacions piadoses i patronats de llecs, producte de donacions econòmiques i d'associacions de gremis professionals i productors, les funcions dels quals es realitzaven en l'església parroquial, de la qual es conserva un esbós del segle xvi. En aquest sentit, a fins del segle xv, els frares dominics i a iniciativa del Pare Pedro Martín Calvo, van aixecar el primer convent d'aquest orde regular en el Comtat, sobre les restes del qual arquitectònics està construïda la Casa de Cultura de Rociana. Per exprés desig del Duc, a partir de 1580, tot el Comtat havia de celebrar el dia de Sant Domènec. Aquesta celebració, juntament amb la del Corpus Christi, van ser les més importants de Rociana fins al segle xviii, que van ser substituïdes per les de Sant Bartomeu apòstol i la de Mare de Déu del Socors.
Des del segle XVIII Rociana va participar, juntament amb altres pobles del Comtat, en un moviment generalitzat dels Ajuntament per assolir la seva autonomia política respecte a Boira i al senyoriu de Medina Sidonia, donats suport per l'acció centralitzadora de la monarquia Borbònica. Però Rociana va haver d'esperar a les disposicions constitucionals de les Corts de Cadis i les de 1833, Llei de Senyorius, per les quals van ser anul·lats definitivament tots els senyorius jurisdiccionals, iniciant-se la nova divisió administrativa i territorial que ha perdurat fins als nostres dies.
El 1943 la diputació provincial va escollir majoritàriament al seu alcalde Rafael Vallejo Ferrero per al càrrec de procurador a les Corts a la I Legislatura de les Corts Espanyoles (1943-1946), representant als municipis d'aquesta província.